# 詹姆斯·科米
小詹姆斯·布莱恩·科米（英語：James Brien Comey, Jr.，1960年12月14日—），第七任美国联邦调查局局长，由总统歐巴馬提名，自2013年9月4日起就任，2017年5月9日被总统川普免职。
科米在局長任內於2016年美國總統選舉期間涉入调查民主黨總統候選人希拉蕊的电郵争议，他的决定被许多分析者（包括納特·西爾弗）指称可能影響了最終的選舉结果。

## 早年
他生于纽约州扬克斯，成长于新泽西州的艾伦代尔（Allendale）。1982年毕业于威廉与玛丽学院的化学、宗教专业。1985年取得芝加哥大学法学院的法律博士学位。
法学院毕业后，他担任美国曼哈顿地区法官小約翰·沃克的法官助理。1987年进入美国司法部，1993年以前在纽约南区检察院工作。
1996年到2001年，他负责弗吉尼亚东区联邦地区法院里士满管辖地区的检察起诉事宜。同时还担任里士满大学法学院的兼职教授。

## 職業生涯
2002年1月到2003年12月，科米担任纽约南区检察院检察官，这是美国司法系统中最重要的起诉机关之一，是美国打击恐怖主义、企业违法、毒品交易和有组织犯罪的前沿阵地。
2003年12月到2005年8月，科米曾任小布什政府的司法部副部长。任期内他领导了司法部反欺诈特别小组，并促成在20个城市建立“暴力犯罪影响组”，调查与枪支相关的犯罪。
2005年8月以后，他成为洛克希德·马丁公司的法律总顾问。2010年他成为橋水聯合對沖基金的法律总顾问。2013年初，他离开该公司担任哥伦比亚大学法学院国家安全法方面的高级研究学者。他也是英国汇丰控股有限公司的董事会成员。
2013年6月，他經总统奥巴马提名为新一任联邦调查局（FBI）局长。同年9月4日，正式接替任职达12年的穆勒，担任联邦调查局第七任局长。
2016年10月28日，距離美國總統選舉不到10天，科米寫信給國會說要重啟民主黨總統候選人希拉蕊的電郵門事件調查，並表示在跟電郵門不相關的調查行動中發現一批希拉蕊掌國務院時期電郵，準備審核是否涉機密資料，外界質疑此舉是為了影響選情，曾經是共和党員的FBI局長科米自清，他已經放棄共和黨籍，強調FBI絕對中立。11月6日，科米再次致函國會表示已對早前發現的一批電郵完成審核維持不起訴決定，FBI解釋是因為檢視了前國會議員安东尼·韦纳的信箱後發現裡面數千封的電子郵件都是私人或是之前已經被調查過的重複信件，沒有發現希拉蕊的機密郵件。
2017年5月，柯米被总统川普無預警解除FBI局長职位，这是美國史上第二次FBI局長被开除（首次是1993年的威廉·史提爾·塞遜斯），並引發了通俄門事件發酵。据称就在科米为联邦调查局对俄羅斯干預2016年美國總統選舉的调查请求从美国司法部获取更多资源的几天后，司法部称《纽约时报》报道科米请求更多经费“完全是虚假的”。白宫发布的一份声明称移除科米将有助于结束俄罗斯有关调查。其后特朗普在接受NBC新闻采访时表示，當他做出此決定時思考著“川普和俄羅斯的俄羅斯事件是一個編造的故事，它是民主黨為輸掉一場他們本應獲勝的選舉找的藉口。”

## 离任后活动
柯米在离任后将自己的个人备忘录以间接方式公开，其中指出特朗普要求他个人终止对迈克尔·T·弗林将军与外国政府利益关系的调查，这份备忘录也称特朗普要求监禁某些特定的记者。这份备忘录促使了美国司法部副部长罗森斯坦聘请特别检察官穆勒调查特朗普团队竞选期间的行为。
2018年上半年，柯米作成《更高的忠誠：真相、謊言和領導》（A Higher Loyalty: Truth, Lies, and Leadership）一書，详述自己职业生涯和2016年自己作出各种调查决定的原因。
2018年秋季，柯米在母校威廉玛丽学院担任教授。

## 个人生活
他与妻子Patrice育有5个子女。之前他是共和党成员，曾支持参议员約翰·麥凱恩的2008年总统竞选活动，也曾支持州长米特·羅姆尼的2012年总统竞选。
科米身高6呎8吋（約203cm），在政界、法律界極罕見，故在記者會和會議非常惹注目。

## 延伸閱讀
- Ackerman, Spencer. "James Comey remained at Justice Department as monitoring went on （页面存档备份，存于）." The Guardian. June 27, 2013.
- Murphy, Laura. "Let's check James Comey's Bush years record before he becomes FBI director （页面存档备份，存于）." The Guardian. Friday June 21, 2013.